# Chiến dịch Ten-Go
Cuộc hành quân Ten-Go (天号作戦 Ten-gō Sakusen, Thiên hiệu tác chiến) là cuộc tổng phản công của Hải quân Đế quốc Nhật Bản nhằm vào lực lượng Đồng Minh tại Okinawa. Đây cũng là trận đụng độ không quân - hải quân cuối cùng giữa hải quân Nhật và Mỹ trên mặt trận Thái Bình Dương trong Chiến tranh thế giới thứ hai. Một số tên gọi khác được sử dụng cho chiến dịch này là Chiến dịch Thiên Hiệu, Operation Heaven One (tiếng Anh) hay Ten-ichi-gō (tiếng Nhật), Hải chiến Bonomisakioki.
Tháng 4 năm 1945, Đệ nhị hạm đội thuộc Hạm đội Liên hợp Nhật Bản bao gồm thiết giáp hạm lớn nhất thế giới Yamato, cùng tuần dương hạm hạng nhẹ Yahagi và 8 khu trục hạm đã thực hiện một cuộc tổng phản công của hải quân Nhật ở Okinawa; nhưng nếu lưu ý kỹ càng hơn về văn hóa Nhật Bản và tình thế chiến tranh của Nhật lúc đó, có thể nhận thấy cuộc hành quân này chính là một hành động "Harakiri - tự sát để bảo toàn danh dự" của Hải quân Đế quốc Nhật Bản theo truyền thống võ sĩ đạo. Tuy nhiên, trước khi đến được Okinawa, chỉ trong 2 giờ, những máy bay Mỹ xuất phát từ các hàng không mẫu hạm đã đánh chìm Yamato, Yahagi cùng 4 khu trục hạm khác vào ngày 7 tháng 4 năm 1945. Cùng lúc đó, để phối hợp với cuộc hành quân này, người Nhật đã cho xuất phát nhiều Kamikaze từ phi trường cực nam Kyūshū tấn công hạm đội Mỹ tại Okinawa gây hư hại cho một số tàu chiến Mỹ.
Trận đánh này đã chứng tỏ sức mạnh vượt trội của không, hải quân Mỹ trên Thái Bình Dương cũng như uy lực nổi trội của hàng không mẫu hạm so với thiết giáp hạm không có sự che chở của không lực. Thất bại trong cuộc hành quân này đã đánh dấu chấm hết của Hải quân Nhật cũng như báo hiệu ngày tàn của Đế quốc Nhật Bản trong cuộc chiến.

## Hoàn cảnh
Đầu năm 1945, sau những trận hải chiến tại quần đảo Solomon, biển Philippines và vịnh Leyte, Hải quân Đế quốc Nhật Bản, chủ yếu là Hạm đội Liên Hợp, đã phải chịu những tổn thất nặng nề, đặc biệt là trong trận hải chiến vịnh Leyte, nhiều thiết giáp hạm và tuần dương hạm hạng nặng, được gìn giữ từ lâu đã bị đánh chìm hoặc hư hại nặng. Giờ đây, phần lớn các chiến hạm của hạm đội Liên hợp được neo đậu chủ yếu tại các hải cảng Nhật Bản, trong đó những chiến hạm lớn nhất tập trung tại Kure, Hiroshima.
Tháng 7 năm 1944, Saipan bị quân Mỹ đánh chiếm. Mục tiêu tiếp theo của người Mỹ là Iwo Jima. Sau những cuộc pháo kích dữ dội, thủy quân lục chiến Mỹ bắt đầu đổ bộ lên Iwo Jima vào ngày 19 tháng 2. Không một chiến hạm nào của hải quân Nhật được gửi đến để chống lại cuộc đổ bộ chỉ cách Nhật Bản 700 dặm này. Trong lúc đó, các máy bay B-29, xuất phát từ quần đảo Mariana, liên tục gia tăng cường độ oanh tạc trên lãnh thổ Nhật Bản.
Tại Bộ tư lệnh tối cao Đế quốc Nhật Bản, những cuộc bàn luận sôi nổi đã diễn ra trong nhiều ngày xoay quanh những gì còn lại của hạm đội Liên hợp. Bộ tư lệnh vẫn chưa quyết định được có nên sử dụng hạm đội vào nhiệm vụ tấn công, hay là duy trì phòng thủ nhằm chống lại cuộc đổ bộ trong tương lai. Giữa Hải quân và Lục quân Nhật Bản cũng xảy ra mâu thuẫn. Trong lúc Hải quân cho rằng nên để hạm đội này ở lại trong các hải cảng Nhật Bản vì khả năng yếu kém của nó, thì Lục quân lại đề cập đến trận đánh ở vịnh Leyte nhằm vạch ra cho Hải quân thấy việc gìn giữ các chiến hạm là sai lầm, dễ làm mồi cho máy bay Mỹ tấn công. Ngày 19 tháng 3, lý luận của Lục quân đã chiến thắng khi một lực lượng đặc nhiệm hàng không mẫu hạm Mỹ tiến sát vào bờ biển Nhật Bản và tung hàng trăm máy bay tấn công các chiến hạm đang neo đậu tại Kure và Kobe. Kết quả là phía Nhật có 17 chiến hạm bị hư hại, bao gồm 6 hàng không mẫu hạm và 3 thiết giáp hạm, trong số đó có 2 thiết giáp hạm Hyūga và Ise, tồn tại sau trận đánh ở vịnh Leyte đã bị trúng bom trong khi đang sửa chữa tại xưởng tàu ở Kure.
Ngày 23 tháng 3, hàng trăm máy bay xuất phát từ các hàng không mẫu hạm Hoa Kỳ bắt đầu tiến hành oanh tạc Okinawa. Tiếp đó là hỏa lực từ hải pháo các chiến hạm Mỹ. Đây là dấu hiệu cho thấy người Mỹ sắp đổ bộ lên Okinawa. Vào ngày 1 tháng 4, quân Mỹ đổ bộ lên bờ biển Okinawa mà không gặp phải bất kì sự kháng cự nào. Tướng Mitsuru Ushijima, người chỉ huy quân đoàn 32 có nhiệm vụ bảo vệ hòn đảo đã quyết định phòng thủ chiều sâu thay vì tiêu diệt địch ngay bờ biển. Giữa hải quân và lục quân lại tiếp tục xảy ra mâu thuẫn trong đó lục quân chất vấn tại sao hải quân không chịu gởi chiến hạm đến yểm trợ việc phòng thủ. Không chỉ lục quân, cả Nhật hoàng Hirohito cũng chất vấn hải quân về vai trò của họ trong việc bảo vệ Okinawa.
Cuối cùng, vào ngày 5 tháng 4, Đô đốc Soemu Toyoda, tư lệnh hạm đội Liên hợp, đã ra lệnh cho Phó Đô đốc Seiichi Itō, tư lệnh Đệ nhị hạm đội, tấn công hạm đội Đồng Minh tại Okinawa. Trước đó vào ngày 29 tháng 3, Đệ nhị hạm đội rời Kure để đến Tokuyama, Yamaguchi. Cũng trong ngày 5 tháng 4, có hai sự kiện lớn khác đã xảy ra: thủ tướng Kuniaki Koiso từ chức và được thay thế bằng Đô đốc hồi hưu Kantaro Suzuki; và Liên Xô thông báo sẽ không gia hạn hiệp ước bất tương xâm với Nhật Bản.

## Kế hoạch và sự chuẩn bị của hải quân Nhật
Đệ nhị hạm đội là lực lượng chiến đấu duy nhất còn lại của hạm đội Liên hợp nhưng cũng chỉ còn có 10 chiến hạm bao gồm siêu thiết giáp hạm Yamato, tuần dương hạm hạng nhẹ Yahagi và 8 khu trục hạm. Tư lệnh của hạm đội là phó đô đốc Seiichi Itō, một người chưa từng lãnh nhiệm vụ trên mặt biển bao giờ và cũng chưa biết qua kinh nghiệm chiến đấu nào trong suốt cuộc chiến. Tổ chức của hạm đội này bao gồm:
- Thiết giáp hạm Yamato (soái hạm): hạm trưởng là Chuẩn Đô đốc Kōsaku Aruga
- Phân đội 2 khu trục hạm: Chuẩn Đô đốc Keizō Komura, bao gồm tuần dương hạm hạng nhẹ Yahagi do Đại tá Tameichi Hara Yamamoto làm hạm trưởng
- Hải đội 17 khu trục hạm: Đại tá Kiichi Shintani, bao gồm các khu trục hạm Isokaze (Trung tá Saneo Maeda), Hamakaze (Trung tá Isami Mukoi), Yukikaze (Trung tá Masamichi Terauchi)
- Hải đội 21 khu trục hạm: Đại tá Hisao Kotako, bao gồm các khu trục hạm Asashimo (Trung tá Yoshiro Sugihara), Kasumi (Trung tá Hiroo Yamana), Hatsushimo (Trung tá Masazo Sato)
- Hải đội 41 khu trục hạm: Đại tá Masayoshi Yoshida, bao gồm các khu trục hạm Fuyutsuki (Trung tá Hidechika Sakuma), Suzutsuki (Trung tá Shigetaka Amano).

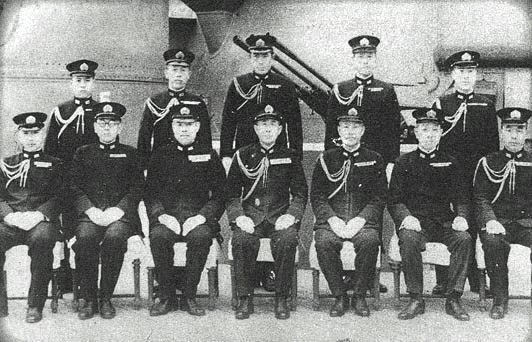
Ảnh các sĩ quan chỉ huy trên soái hạm Yamato vào ngày 5 tháng 4 năm 1945, 2 ngày trước cuộc hành quân

Vào ngày 5 tháng 4, Phó Đô đốc Ryunosuke Kusaka, tham mưu trưởng hạm đội Liên hợp đã từ Kanoya đến Tokuyama để họp với các sĩ quan hàng đầu của Đệ nhị hạm đội trên soái hạm Yamato cũng như ra tín hiệu bắt đầu cuộc hành quân Ten-Go. Cùng lúc đó, cũng diễn ra một cuộc họp giữa giữa các chỉ huy trưởng hải đội và hạm trưởng trên tuần dương hạm Yahagi. Chuẩn Đô đốc Komura đã trình bày kế hoạch mà Đô đốc Kusaka mang đến, theo đó Bộ tư lệnh tối cao muốn Đệ nhị hạm đội đến Okinawa mà không có phi cơ yểm trợ và nhiên liệu chỉ vừa đủ cho lượt đi. Do không đồng ý với kế hoạch đó, Komura đã yêu cầu Itō và Kusaka tạm ngưng phiên họp trên soái hạm Yamato để trở về Yahagi hội ý với các chỉ huy trưởng và hạm trưởng. Các chỉ huy trưởng Shintani, Kodaki ngay lập tức ra ý kiến phản đối kế hoạch tự sát này, còn các Đại tá Tameichi Hara, Yoshida và Sugihara đề nghị thi hành các sứ mạng đơn độc hơn là đưa toàn bộ hạm đội đến chỗ chết tại Okinawa.
Cũng trong ngày 5 tháng 4, 13 giờ, Komura quay lại Yamato. Tại đây, ông mất một giờ để trình bày ý kiến của cuộc hội ý vừa rồi. Tuy nhiên, Đô đốc Kusaka đã giải thích rằng đây không phải là một chuyến đi tự sát, mà theo kế hoạch này, trong khi các hàng không mẫu hạm của đối phương đang bận đối phó với Đệ nhị hạm đội, phi trường Kanoya nằm ở cực nam Kyushu sẽ cho xuất kích nhiều Kamikaze tấn công hạm đội Mỹ ở Okinawa. Sau đó, Kusaka còn giải thích thêm về sự chán nản của Bộ tư lệnh tối cao và lục quân về vai trò của thiết giáp hạm Yamato, đặc biệt là việc chiếc tàu này đã bỏ chạy trong trận hải chiến vịnh Leyte. Tới đây, đô đốc Itō nói: "Tôi nghĩ chúng ta đã được trao cơ hội để chết một cách thích đáng. Một samurai đã sống một đời sống như vậy, hẳn luôn luôn được chuẩn bị để chết." Và cuộc tranh luận cũng chấm dứt ở đó. 16 giờ, Komura trở về Yahagi và thông báo mệnh lệnh cuối cùng. Sau đó, các chỉ huy trưởng hải đội và hạm đội đều lần lượt thay đổi ý kiến và đồng ý cuộc hành quân.
Sau khi chấp nhận mệnh lệnh, sĩ quan các cấp đều tập trung tại soái hạm Yamato để tham dự buổi thuyết trình. Phó Đô đốc Itō kết thúc buổi họp với lưu ý: "Vì nhiệm vụ này khác thường, các vị chỉ huy trưởng nên cho di chuyển tất cả các sĩ quan thực tập, những người bệnh và bất kì người nào xét thấy không thích hợp. Đây là một vấn đề thuộc quyền cân nhắc của quý vị". Vào nửa đêm, tất cả các chiến hạm được nhận nhiên liệu. Mặc dù đã có lệnh chỉ cung cấp nhiên liệu cho các chiến hạm vừa đủ cho lượt đi, những nhân viên tại Tokuyama trên thực tế đã cung cấp cho Yamato và những chiến hạm còn lại toàn bộ số nhiên liệu có tại cảng lúc đó. Tuy nhiên, số nhiên liệu này cũng không đủ để giúp các chiến hạm này từ Okinawa trở về Nhật Bản.

## Diễn biến

### Ngày 6 tháng 4

Hành trình của Đệ nhị hạm đội (tô đỏ) và vị trí các hàng không mẫu hạm Mỹ (đường màu xanh dương)

16 giờ ngày 6 tháng 4, hạm đội nhổ neo rời căn cứ đi chiến đấu. Chiếc Yahagi chạy dẫn đầu, tiếp đó là 4 khu trục hạm. Theo sau là Yamato và 4 khu trục hạm còn lại. Trên một chiếc thủy phi cơ, phó đô đốc Kusaka bay theo đoàn tàu một chặng dài rồi mới quay trở lại. Hai giờ sau, hạm đội tiến vào eo biển Bungo, nằm giữa Kyushu và Shikoku. Bất ngờ hai chiếc B-29 bay cao khỏi tầm cao xạ thả một loạt bom xuống đoàn tàu nhưng không trái nào trúng mục tiêu.
Buổi tối, toàn bộ thủy thủ đoàn của tuần dương hạm Yahagi tập hợp trên sàn tàu để nghe hạm trưởng Hara đọc thông điệp đặc biệt của Đô đốc Soemu Toyoda:
| “ | Hải quân Hoàng gia đang phát động một cuộc tổng phản công chống lại địch quân ở Okinawa, với sự phối hợp của tất cả các lực lượng không hải bộ của lục quân, dồn hết nỗ lực vào cuộc hành quân này nhằm lật ngược tình thế của cuộc chiến. Hy vọng rằng mọi đơn vị và mọi binh sĩ đều nêu cao tinh thần chiến đấu và diệt địch, nhờ vậy quốc gia của chúng ta mới mong trường tồn, vì vận mạng của quốc gia đều nằm trong cuộc hành quân này. | ” |
|   | |   |

Sau đó đến lượt hạm trưởng Hara phát biểu:
| “ | Các bạn vừa nghe thông điệp đặc biệt của Bộ tổng tư lệnh. Tôi muốn thêm đôi lời về nhiệm vụ tấn công đặc biệt của chúng ta. Như các bạn đã biết, hàng trăm chiến hữu của chúng ta đã thực hiện những chuyến bay không trở về. Hàng nhiều trăm chiến hữu đã sẵn sàng trên các tàu ngầm tự sát. Hàng nhiều ngàn chiến hữu nữa sẽ lái ngư lôi đỉnh chứa chất nổ hoặc đích thân mang chất nổ lặn xuống biển để tiêu diệt chiến hạm địch. Công việc của chúng ta, trong nhiệm vụ này, là chia sẻ sự dũng cảm của những chiến hữu đó. Nhiệm vụ của chúng ta có vẻ như là tự sát, và sự thật nó là như vậy. Nhưng tôi muốn nhấn mạnh rằng đó không phải là mục đích của chúng ta. Mục đích của chúng ta là chiến thắng. Đừng ngần ngại trong việc bảo vệ mạng sống của mình. Chúng ta sẽ nỗ lực chống trả địch quân nhưng không vì thế mà xem rẻ mạng sống. [...] Lập tức, khi chiếc tàu này hư hại, hoặc bị đánh chìm, các bạn hãy tự cứu mình, bởi lẽ thua keo này, bày keo khác. Tôi nhắc lại nhiệm vụ của giao phó cho các bạn không phải là tự sát, mà là đánh bại đối phương. | ” |
|   | |   |

Một thoáng im lặng, sau đó một thiếu úy hải quân xin được hỏi:
"Tại sao ở học viện Hải quân, chúng tôi được dạy phải sống chết với tàu, nghĩa là chúng tôi sẽ không được bỏ rơi chiếc tàu của chúng tôi trong bất kì hoàn cảnh nào?"
Hara đáp:
| “ | Trong thời phong kiến, mạng sống con người bị phí phạm một cách vô ích, nhưng chúng ta là những con người của thế kỷ 20, chúng ta không thể làm như vậy. Giáo điều của võ sĩ đạo dạy rằng một samurai phải sống một đời sống như thể hắn chuẩn bị để chết. Câu này thường bị lạm dụng và hiểu sai. Đúng ra, nó có nghĩa là một samurai đã chọn một đời sống như vậy, hắn sẽ không hối tiếc khi phải chết. Đạo chỉ kêu gọi tự sát khi chúng ta mắc phải những lỗi lầm lớn. Cái chết đến với một người bất kỳ lúc nào, không cần biết người đó đã sống ra sao ? Cái chết chỉ khác nhau ở ý nghĩa mà thôi. | ” |
|   | |   |

Cuộc họp chấm dứt bằng tiếng hô "Banzai! Banzai!" và Yahagi của toàn thể thủy thủ đoàn. Một cuộc thực tập tấn công cuối cùng đã diễn ra nhanh chóng trên hải trình. Soái hạm Yamato được xem như đối thủ và các chiến hạm còn lại vừa chạy vừa tấn công mục tiêu này.
Cũng trong ngày 6 tháng 4, hai tàu ngầm của Mỹ USS Threadfin và USS Hackleback đã phát hiện ra hạm đội Nhật lúc đang vượt qua eo Bungo nhưng đã không thể tấn công. Bù lại, hai chiếc tàu ngầm này đã chuyển công điện báo tin về vị trí và hướng đi của hạm đội này về cho hải quân Mỹ. Phó Đô đốc Marc Mitscher sau khi nhận được công điện này đã cho điều 4 Đội đặc nhiệm của mình thuộc Lực lượng Đặc nhiệm 58 đến những vị trí thích hợp ở đông bắc Okinawa. Đội đặc nhiệm 58.4 do Chuẩn Đô đốc Radford chỉ huy đã được tiếp nhiên liệu vào ngày 6 tháng 4 và cố gắng có mặt vào đêm hôm đó. Chỉ có Đội đặc nhiệm 58.2 của Chuẩn Đô đốc Davison do vấn đề về nhiên liệu đã không thể tham gia trận đánh. Còn 2 đội còn lại, 58.1 và 58.3 nhận nhiệm vụ phóng máy bay truy tìm các chiến hạm Nhật vào sáng ngày hôm sau.

### Ngày 7 tháng 4

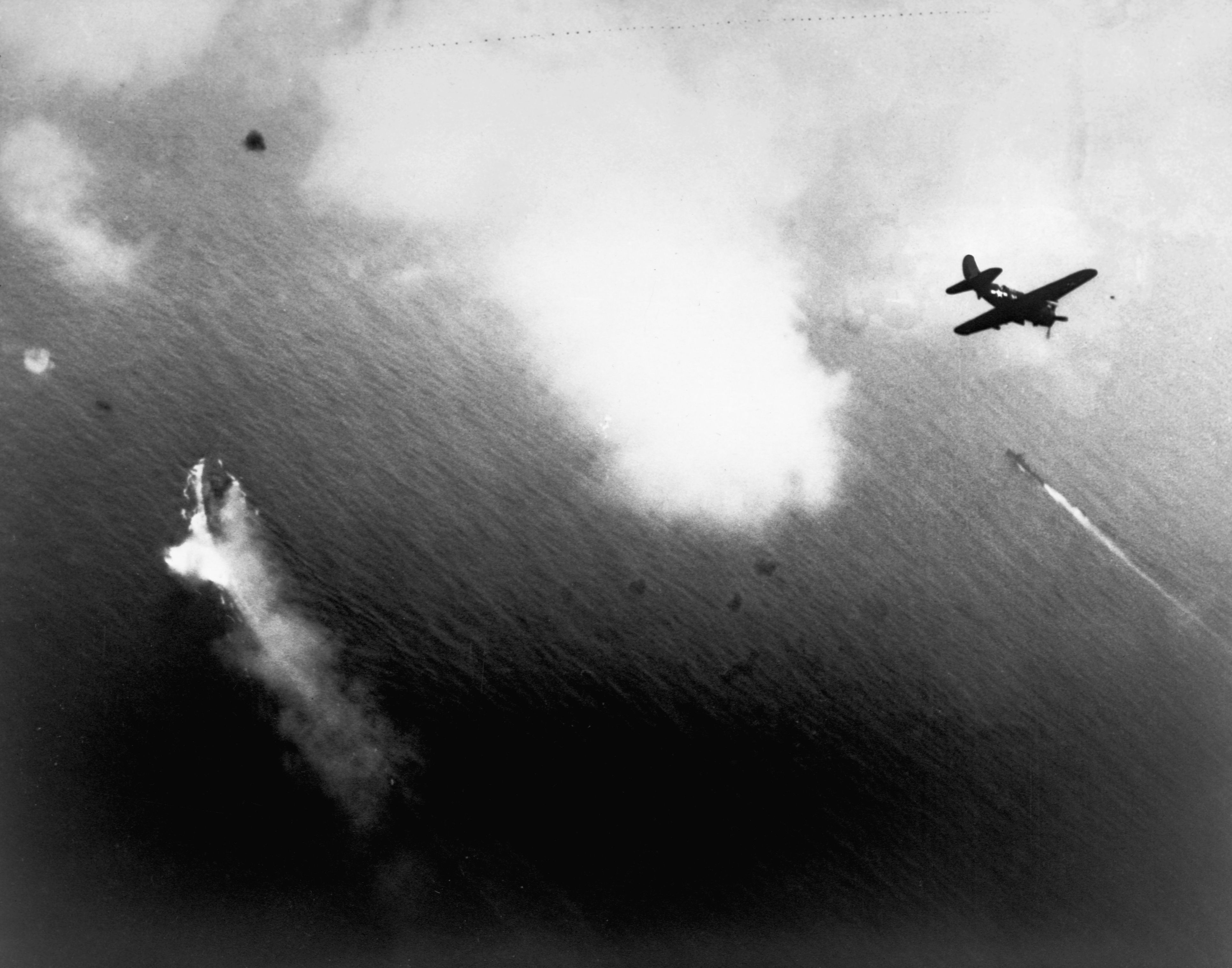
Máy bay Mỹ, như chiếc Curtiss Helldiver này, đang bắt đầu tấn công soái hạm Yamato (chính giữa bên trái). Một khu trục hạm Nhật đang ở vị trí chính giữa bên phải hình.

Hạm đội Nhật chạy theo hình chữ chi với tốc độ 20 hải lý mỗi giờ dọc theo bờ biển phía nam Kyushu. 7 giờ sáng ngày 7 tháng 4, hạm đội này xoay sang hướng 210 độ, giả vờ tiến về Sasebo, nằm ở phía tây nam Kyushu. Trên đoạn hải trình nghi binh này, các chiến hạm khác từ từ tạo thành một đội hình vòng tròn bao quanh thiết giáp hạm Yamato, với bán kính 2.000 m. Ngay sau khi vòng tròn thành lập xong, các chiến hạm gia tăng tốc độ lên 24 hải lý mỗi giờ và chạy theo hình chữ chi trở lại. Đội hình này rất hữu hiệu trong việc chống lại tàu ngầm nhưng lại rất khó đối đầu với các máy bay, có thể nhắm vào bất kì góc độ nào tấn công cũng được.
Sau đó, hạm đội xoay sang hướng Nam để chạy ra Đông Hải. Lúc 9 giờ, khu trục hạm Asashimo, chạy phía phải Yahagi, bỗng nhiên giảm tốc độ. Qua tín hiệu bằng cờ, chiếc tàu này thông báo đã gặp trục trặc về máy móc và buộc phải rút lui khỏi hạm đội. Komura ra lệnh cho khu trục hạm Kasumi điền vào khoảng trống và 4 khu trục hạm chạy phía sau đôn lên. Việc điều chỉnh được thực hiện dễ dàng dù đoàn tàu tiếp tục chạy theo hình chữ chi. Trong lúc đó, các máy bay trinh sát Mỹ đã gửi một số công điện báo cáo về hướng tiến của hạm đội Nhật. Lúc 11 giờ 30, một thủy phi cơ PBY Catalina bay ngoài tầm cao xạ hạm đội, xoay vòng tròn quanh đoàn tàu và gửi báo cáo chi tiết về hoạt động của hạm đội này. Trong khi đó, căn cứ quan sát của người Nhật ở Omami Oshima, một hòn đảo nằm giữa Kyushu và Okinawa, đã đưa tin 150 máy bay Mỹ đang tiến về hướng Bắc, báo động về khả năng bị không kích cho hạm đội Nhật. Soái hạm Yamato phát lệnh gia tăng khoảng cách các chiến hạm lên 5.000 m, một khoảng cách căn bản để chống không kích. Yahagi và 7 khu trục hạm khác cũng gia tăng tốc lực, và các xạ thủ đều trong tư thế sẵn sàng chiến đấu.
Khoảng 10 giờ sáng ngày 7 tháng 4, hải quân Mỹ cho xuất kích gần 400 máy bay xuất phát từ 11 hàng không mẫu hạm thuộc Lực lượng đặc nhiệm 58 (11 hàng không mẫu hạm lần lượt là Hornet, Bennington, Belleau Wood, San Jacinto, Essex, Bunker Hill, Hancock, Bataan, Intrepid, Yorktown và Langley) đang ở ngoài khơi phía đông Okinawa. Các máy bay này bao gồm khu trục cơ F6F Hellcat, máy bay ném bom bổ nhào SB2C Helldiver và máy bay ném ngư lôi TBF Avenger. Một lực lượng khác gồm 6 thiết giáp hạm (Massachusetts, Indiana, New Jersey, South Dakota, Wisconsin và Missouri), có tuần dương hạm (Alaska và Guam) và khu trục hạm yểm trợ. Tất cả các chiến hạm này đều thuộc Lực lượng Đặc nhiệm 58 của hải quân Mỹ.

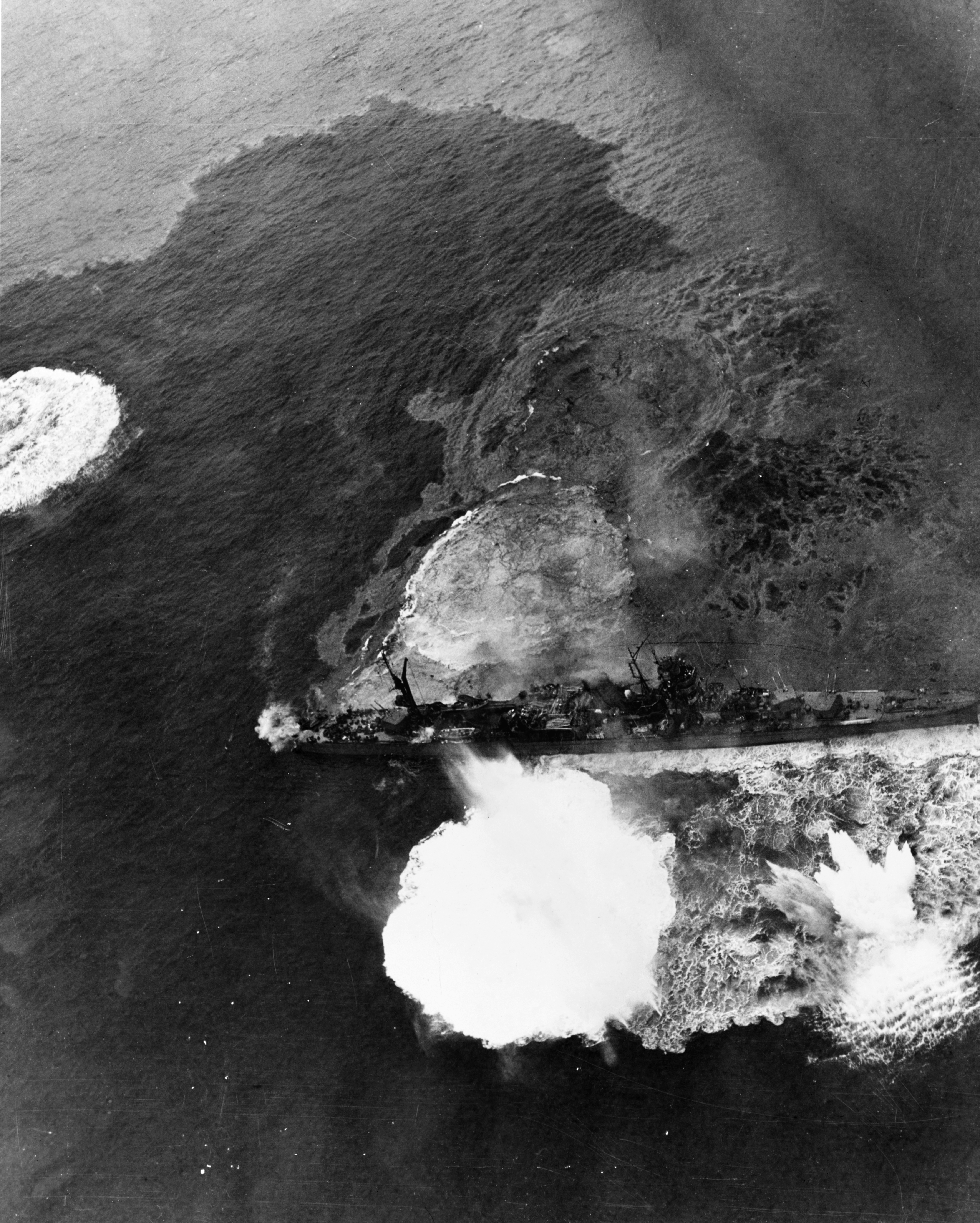
Yahagi đang chịu sự tấn công của bom và ngư lôi

Vào lúc 12 giờ 20 phút, radar của Yamato phát hiện rất nhiều máy bay Mỹ còn cách 30.000 m ở hướng 35 độ bên mạn trái và chiếc soái hạm ra lệnh cho tất cả chiến hạm hướng về phía trước với tốc độ cao chuẩn bị chống không kích. Các máy bay Mỹ, sau 2 giờ bay từ Okinawa, bắt đầu tập hợp lại đội hình, bay vòng tròn theo chiều kim đồng hồ bao vây đoàn tàu Nhật từ khoảng cách vượt tầm cao xạ và lần lượt mở từng đợt tấn công.
Đợt tấn công đầu tiên của các máy bay Mỹ diễn ra lúc 12 giờ 30 phút với khoảng 40 chiếc. Một vài chiến hạm Nhật khai hỏa lẻ tẻ khi các phi cơ vừa xuất hiện bắt đầu khai hỏa toàn diện. Yamato được trang bị 150 khẩu pháo phòng không, bao gồm cả dàn pháo chính 460 mm có thể bắn loại đạn 3 Shiki tsûjôdan ("Kiểu 3 Chung") đặc biệt, loại đạn nổ trên không. Súng phòng không tạo nên hỏa lực dày đặc nhưng các phi công Mỹ vẫn xuyên qua được lưới lửa. Hai trái bom rơi xuống gần cột buồm chính và một ngư lôi trúng vào cạnh sườn Yamato. Đó đều là thành tích của các máy bay từ hàng không mẫu hạm Bennington. Các máy bay ném ngư lôi Mỹ chủ yếu tấn công các chiến hạm vào mạn trái tàu, điều này càng làm tăng thêm khả năng đánh chìm đối thủ.
Tàu Yamato chỉ còn chạy với tốc độ 18 hải lý mỗi giờ nhưng hạm trưởng, Chuẩn Đô đốc Kōsaku Aruga vẫn hướng dẫn tàu tiếp tục tiến tới. Trong khi đó, nhiều máy bay khác tấn công tuần dương hạm Yahagi bằng bom nhưng chiếc tàu vẫn thoát khỏi. Tuy nhiên, đến 12 giờ 46 phút, một quả ngư lôi trúng vào mạn trái chính giữa thân tàu ngay vào buồng máy, giết chết toàn bộ các kĩ sư tại đây. Điều này khiến chiếc tàu đi chậm lại, rồi khựng lại thình lình và ngừng hẳn. Ngay lúc đó, 6 máy bay khác bổ nhào xuống thả bom chiếc tàu. Một trái bom trúng ngay sàn tàu, đốn ngã ít nhất 10 thủy thủ. Tiếp theo một tiếng nổ khác ở phía sau khiến toàn thân Yahagi rung chuyển dữ dội. Cũng trong đợt tấn công này, hai khu trục hạm Hamakaze và Suzutsuki cũng bị thương nặng và Hamakaze bị chìm không lâu sau.
Tất cả các loại súng trên tàu của Yahagi tiếp tục khai hỏa và lần đầu tiên trong trận đánh này, nó bắn hạ được 2 máy bay Mỹ. Tuy nhiên, giờ đây chiếc tàu đã chết đứng trên mặt nước khiến nó trở thành mục tiêu tấn công dễ dàng của các máy bay. Chiếc tàu đã trúng ít nhất 7 ngư lôi và 13 quả bom trước khi chìm. Hạm trưởng Hara truyền miệng cho các thủy thủ còn sống sót của Yahagi chuẩn bị bỏ rơi chiếc tàu và yêu cầu khu trục hạm Isokaze tiếp cứu khẩn cấp. Khi Isokaze còn cách Yahagi khoảng 1.000 m, Hara ra lệnh bỏ tàu. Bất ngờ vào lúc ấy, nhiều máy bay đang tấn công soái hạm Yamato đã tách ra một số để rượt theo Isokaze. Chiếc khu trục hạm này xả hết tốc lực để lẩn tránh nhưng các máy bay Mỹ xuất hiện ở mọi nơi đã thả bom nhấn chìm chiếc tàu. Đến 14 giờ 5 phút, Yahagi chìm. Hạm trưởng Hara và chuẩn đô đốc Komura đã kịp thoát ra và nhảy xuống biển. Họ thấy soái hạm Yamato và 2 khu trục hạm Yukikaze và Fuyutsuki lúc này vẫn đang ra sức chống đỡ cuộc tấn công của các máy bay Mỹ. Họ không hề biết rằng Yamato cũng đang trong cơn hấp hối và sẽ chìm không lâu sau đó. Cách đó không xa, khu trục hạm Suzutsuki đang bốc cháy còn Kasumi chạy xiêu vẹo vì bánh lái trục trặc.

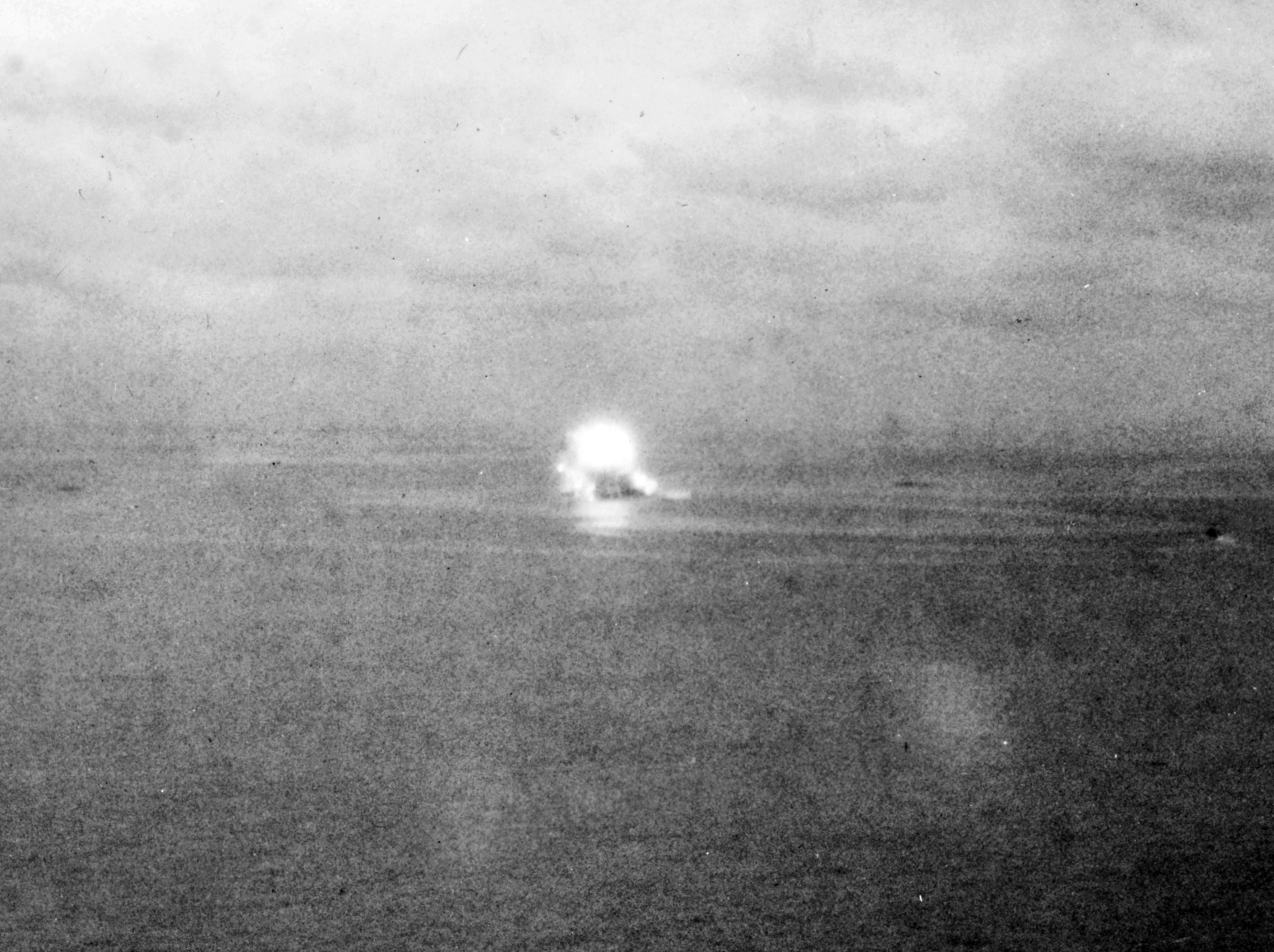
Bức ảnh cho thấy cảnh Yamato phát nổ. Chiếc tàu chìm sau khi bị trúng nhiều bom và ngư lôi.

Từ 13 giờ 20 phút đến 14 giờ 15 phút, đợt tấn công thứ hai và thứ ba của các máy bay Mỹ ập đến. Lúc 13 giờ 35 phút, Yamato dù né tránh tài tình vẫn bị trúng thêm 2 ngư lôi. Nước tràn vào, tàu nghiêng về bên trái. Lúc đó, một nhóm máy bay ném bom bổ nhào lại thả thêm 7 - 8 quả bom rơi ngay xuống sàn tàu, làm tàu nghiêng 15 độ. Một nửa trong tổng số 150 pháo và súng máy phòng không trên tàu đã bị phá hủy. Tàu tiếp tục trúng ngư lôi ở bên mạn sườn, đặc biệt là mạn trái làm độ nghiêng ngày càng tăng, khiến tàu càng nhanh bị lật úp. Vào lúc 13 giờ 33 phút, trong nỗ lực để lấy lại thăng bằng cho tàu, nhóm thực hiện việc sửa chữa tàu đã cho nước vào tàu ở mức độ tối đa, ở động cơ mạn phải và một buồng máy. Hành động này tuy tạm thời cứu nguy cho tàu nhưng nó đã tước đi mạng sống của hàng trăm thủy thủ, những người đã không được thông báo nơi họ đang ở sẽ bị ngập chìm. Mạng sống của những thủy thủ này giúp cho tàu nổi thêm được 30 phút. Tuy nhiên, việc một buồng máy ngưng hoạt động cộng với sức nặng của nước tràn vào khiến cho tàu chỉ còn chạy với tốc độ 10 hải lý mỗi giờ.
Vào lúc 14 giờ, Yamato trúng quả ngư lôi thứ tám. Buồng lái bằng thủy lực bị phá hủy bởi một quả bom khiến tàu không còn điều khiển được nữa. Hạm trưởng Yamato, Chuẩn Đô đốc Kōsaku Aruga ra lệnh cho tàu hướng về phía Bắc, bởi theo quy ước võ sĩ đạo, người chết sẽ quay đầu về hướng Bắc. Aruga đang muốn Yamato quay về hướng Hoàng cung, bệ kiến Thiên hoàng trước khi bị đánh chìm. Những phi công Mỹ trên máy bay nhìn xuống, thấy chiếc tàu quay 180 độ về hướng nước Nhật tưởng là nó muốn bỏ chạy nên bồi thêm 3 quả ngư lôi.
Đại tá Jiro Nomura, sĩ quan phụ tá của Aruga, vào lúc 14 giờ 5 phút đã xác định rằng công việc sửa chữa chiếc tàu không thể tiến hành được nữa. Do đó, Phó Đô đốc Seiichi Itō, người đã đứng trên đài chỉ huy suốt trận đánh ra lệnh đình chỉ cuộc hành quân và bỏ tàu. Khu trục hạm Fuyusuki được gọi đến bằng cờ hiệu vì radio đã hỏng để nhận nhiệm vụ di tản, nhưng chiếc khu trục hạm này khó có thể chạy nhanh hơn sức chìm của Yamato. Trung tá Hidechika Sakuma, hạm trưởng của Fuyusuki, sợ rằng chiếc tàu khổng lồ sẽ lôi luôn chiếc khu trục hạm xuống biển nên không dám đến gần. Đúng 14 giờ 15 phút, quả ngư lôi thứ 12 trúng vào chiếc Yamato, tàu nghiêng 30 độ. Hạm phó Nomura báo cáo hạm trưởng Aruga giây phút cuối cùng sắp đến. Aruga lệnh cho hạm phó rời tàu rồi nhờ một hạ sĩ quan khác lấy dây cột mình vào trụ hải bàn. Anh này trói Aruga lại rồi cũng lấy dây buộc bản thân nằm cạnh đó. Hạm trưởng Aruga thấy thế quát lên:
"Đồ ngu, chúng mày còn trẻ phải sống cho nước Nhật tương lai."
Phó Đô đốc Itō bắt tay các sĩ quan hiện diện trên đài chỉ huy rồi lui vào phòng riêng để chết theo tàu. Chuẩn Đô đốc Morishita, tham mưu trưởng của Itō, đã phải tranh luận sôi nổi với các sĩ quan trên đài chỉ huy muốn chết theo tàu, và cuối cùng ông đã thuyết phục được họ rời bỏ tàu. Lúc 14 giờ 20 phút, Yamato đã nghiêng hẳn sang một bên rồi từ từ chìm xuống (30°22′B 128°04′Đ / 30,367°B 128,067°Đ). Bất ngờ lúc 14 giờ 23 phút, chiếc tàu phát nổ với âm thanh có thể nghe được từ cách xa 200 km, kế đó khói đen lẫn lộn với khói trắng bốc lên tạo thành hình một chiếc nấm khổng lồ cao đến 2.000 m. Vụ nổ này thậm chí còn được khẳng định là đã làm rơi một số máy bay Mỹ chứng kiến cảnh đó. Một nhân chứng minh họa cụ thể cho khẳng định trên là Trung úy phi công W. E. Delaney thuộc hàng không mẫu hạm Belleau Wood. Chiếc máy bay TBF Avenger của ông đang tấn công Yamato ở tầm thấp nên khi vụ nổ xảy ra, nó bốc cháy và buộc các phi công phải nhảy khỏi máy bay. Hai người khác đi cùng Delaney do gặp trục trặc về dù đã chết đuối riêng ông đã cố gắng nhảy lên một chiếc thuyền cao su và chứng kiến được những giây phút cuối cùng của Yamato. Nguyên nhân của vụ nổ được xác định là do lửa cháy lan đến kho đạn hải pháo trong tàu. Vụ nổ này cũng đã cứu sống Morishita và những người khác vì đã đẩy họ văng ra khỏi tàu.
Trên mặt biển đầy những ván gỗ trôi nổi, dầu loang khắp nơi và những thủy thủ Nhật còn sống sót đã cùng hát vang bài ca quen thuộc của hải quân Nhật, bài Chiến sĩ ca:
| “ | Nếu tôi rời xa biển cả Tôi sẽ trở về như xác chết nổi trôi Nếu nhiệm vụ gọi tôi lên núi, Đồng cỏ xanh sẽ là áo khoác thân tôi Vì đã nguyền hiến thân phục vụ cho Thiên Hoàng Tôi sẽ không chết bình yên giữa thê nhi êm ấm. | ” |
|   | |   |

Thỉnh thoảng, xen vào âm thanh bi tráng này là những tiếng la to "Tenno Heika Banzai" (Thiên Hoàng vạn tuế), chứng tỏ một người nào đó đang hát đã bị thương nặng hoặc kiệt sức nên đành bỏ dở nửa chừng bài hợp xướng và xuôi tay vĩnh viễn.
Trong lúc đó, các khu trục hạm còn lại của Nhật trên đường rút chạy tiếp tục bị các máy bay Mỹ truy đuổi. Asashimo và Kasumi bị máy bay Mỹ dùng bom đánh chìm; Suzutsuki bị trúng một trái bom vào ngay mũi, phải trở về Sasebo bằng động cơ hơi nước; Hatsushimo không hề bị trúng một viên đạn nào và thủy thủ đoàn chỉ có hai người bị thương; Fuyuzuki hầu như an toàn mặc dù trúng 2 hỏa tiễn nhưng hàng chục thủy thủ thiệt mạng vì đạn đại liên; Yukikaze cũng hư hại nhẹ và có 3 thủy thủ thiệt mạng. Ba chiếc khu trục hạm này đã chất đầy những người còn sống sót được vớt từ biển lên, bao gồm 280 người của Yamato (những tài liệu khác nhau cho rằng thủy thủ đoàn của Yamato từ 2.750 đến 3.300 người), 555 người của Yahagi (trong tổng số 1.000 thủy thủ đoàn) và 800 người của Isokaze, Hamakaze và Kasumi. Một số cựu binh Nhật còn sống sót đã khẳng định máy bay Mỹ đã bắn đạn súng máy vào những nhóm thủy thủ còn sống sót đang nổi trên mặt nước, trong khi số khác lại nói máy bay Mỹ đã ngừng tấn công để cho các khu trục hạm cứu vớt các thủy thủ. Trưa ngày 8 tháng 4, Đệ nhị hạm đội, giờ đây chỉ còn lại 4 khu trục hạm, đã về đến Sasebo. Lúc 17 giờ 10 phút, Đô đốc Mitscher gửi báo cáo cho Đô đốc Spruance nói rằng lực lượng của ông đã tấn công Yamato, Agano, 7 hoặc 8 khu trục hạm khác và kết quả là đánh chìm được 3, làm 2 chiếc khác bị thương rất nặng và mất khoảng 7 máy bay. Trong báo cáo của mình, Mitscher đã có sự nhầm lẫn giữa hai tuần dương hạm Yahagi và Agano.
Sau khi những gì còn lại của Đệ nhị hạm đội về đến Sasebo, Tổng tư lệnh hạm đội Liên hợp đã gửi giấy tuyên dương công trạng cho hạm đội này vì đã dũng cảm xả thân, giúp cho các máy bay tấn công đặc biệt thu được một kết quả vĩ đại trong cuộc chiến vào ngày 7 tháng 4. Kết quả vĩ đại ở đây là việc 114 máy bay của Nhật, bao gồm 60 máy bay tiêm kích, 40 máy bay ném bom và 14 Kamikaze đã tấn công, gây hư hại cho hàng không mẫu hạm Hancock, thiết giáp hạm Maryland và khu trục hạm Bennett trong khi khoảng 100 máy bay bị bắn hạ.

## Kết quả

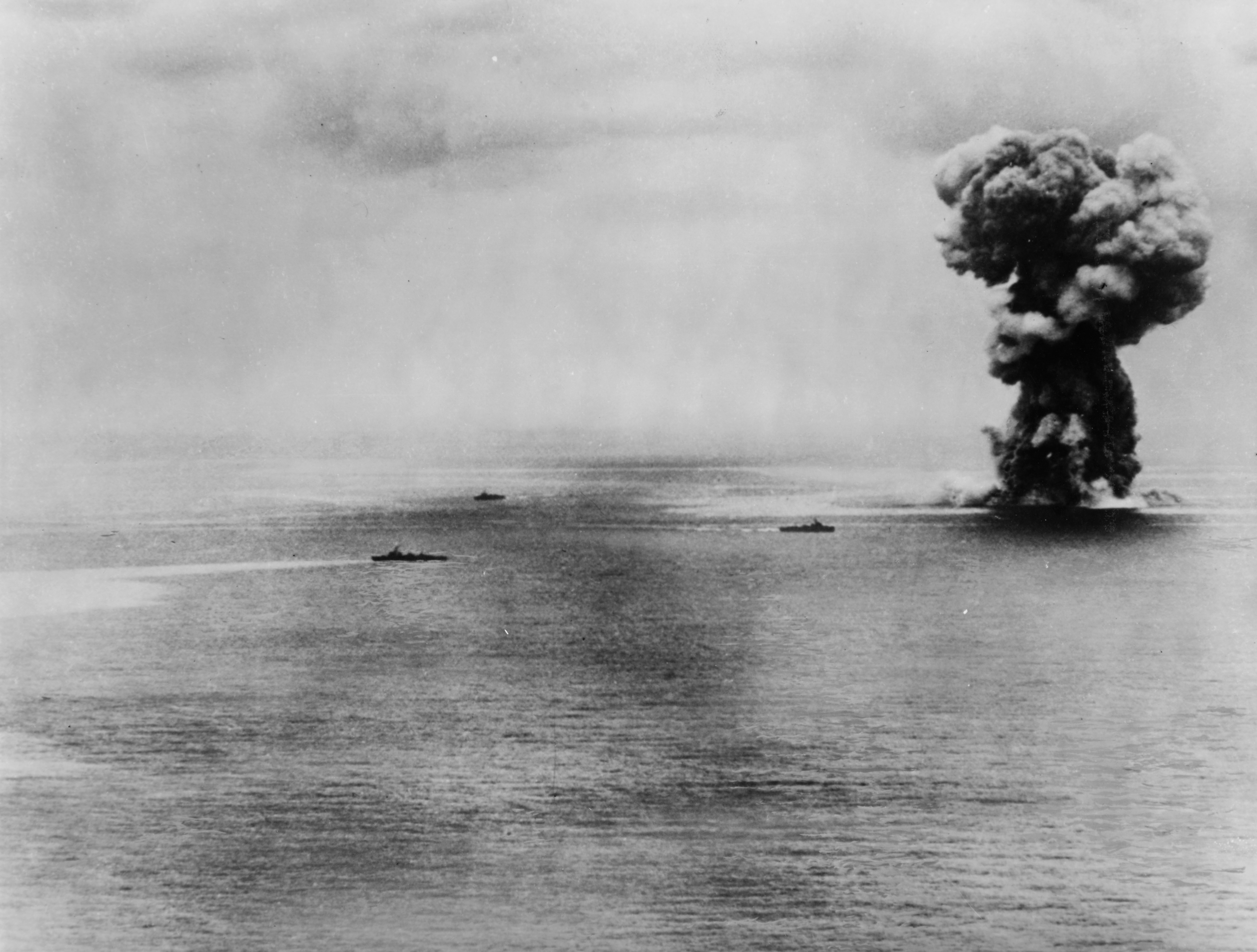
Yamato sau khoảnh khắc vụ nổ.

Cuộc hành quân Ten-Go là trận đánh cuối cùng của Hải quân Đế quốc Nhật Bản trong Chiến tranh thế giới thứ hai. Kết quả là Đệ nhị hạm đội ra khơi với 1 siêu thiết giáp hạm, 1 tuần dương hạm và 8 khu trục hạm sau 2 giờ bị tấn công bởi 386 máy bay xuất phát từ các hàng không mẫu hạm Mỹ, chỉ còn 4 khu trục hạm tồn tại. Trong khi đó, phía Mỹ chỉ có 12 phi công thiệt mạng và 10 máy bay bị bắn rơi do hỏa lực phòng không của các chiến hạm Nhật, một số phi hành đoàn được tàu ngầm và thủy phi cơ giải cứu. 2.449 người của Yamato, 446 người của Yahagi và 721 người của các khu trục hạm thiệt mạng (con số thiệt mạng của người Nhật trong trận này nằm từ 3.700 đến 4.250 theo nhiều tài liệu khác nhau). Việc đánh chìm chiếc Yamato được xem là một chiến thắng lớn của Mỹ, và biên tập viên quân sự Hanson W. Baldwin của tờ New York Times đã viết rằng: "Sự kiện đánh chìm chiếc thiết giáp hạm mới Yamato của Nhật... là một bằng chứng... nếu thật sự cần đến, là đã đánh đúng vào điểm yếu chết người của người Nhật trên bầu trời và trên mặt biển".
Các khu trục hạm Nhật trở về sau cuộc hành quân này chỉ còn tham gia chiến đấu rất ít trong thời gian còn lại của cuộc chiến. Suzutsuki đã không bao giờ được sửa chữa. Fuyuzuki sau khi được sửa chữa lại bị trúng thủy lôi của Mỹ tại Moji vào ngày 20 tháng 8 năm 1945 và nó không còn được sửa chữa lần nữa. Yukikaze sống sót qua cuộc chiến với tình trạng hầu như không bị hư hại. Hatsushimo bị lãnh một trái thủy lôi vào ngày 30 tháng 7 gần Maizuru, nằm trong biển Nhật Bản và nó trở thành chiến hạm thứ 129, cũng là khu trục hạm cuối cùng của Nhật chìm trong Chiến tranh thế giới thứ hai.
Okinawa được quân Đồng Minh tuyên bố an toàn vào ngày 21 tháng 6 năm 1945, sau khi cả hai phía Nhật và Mỹ đều chịu những tổn thất nặng nề (hơn 12.000 lính Mỹ và 100.000 lính Nhật thiệt mạng). Sau cùng, vào ngày 15 tháng 8 năm 1945, Đế quốc Nhật Bản đã chính thức đầu hàng Đồng Minh sau sự kiện Mỹ ném hai quả bom nguyên tử xuống Hiroshima và Nagasaki. Những chiến thuật tự sát kiểu như cuộc hành quân Ten-Go, Kamikaze và sự chống trả kiên cường của người Nhật qua trận Okinawa là nguyên nhân buộc Mỹ phải sử dụng bom nguyên tử để kết thúc nhanh cuộc chiến.
Sự kiện về cuộc hành quân Ten-Go luôn được luôn được tỏ ra kính trọng tại Nhật Bản hiện đại. Nền điện ảnh Nhật Bản đã hình tượng hóa nó thành một câu chuyện về sự hi sinh dũng cảm, quên mình nhưng vô ích và phí hoài của những người thủy thủ Nhật Bản muốn bảo vệ quê hương mình qua loạt phim truyền hình 1974-1975 mang tên Uchû senkan Yamato hay bộ phim Otoko-tachi no Yamato ra đời năm 2005 của đạo diễn Junya Sato.
Câu chuyện về kẻ chiến thắng và chiến bại trong cuộc trận đụng độ không hải cuối cùng của cuộc chiến thật đơn giản nhưng đã gây sửng sốt cho những nhà thống kê. Lực lượng hải quân hùng mạnh, đã từng phát động cuộc Chiến tranh Thái Bình Dương qua trận tấn công Trân Châu cảng, cuối cùng đã bị hạ gục. Vào ngày 7 tháng 4 năm 1945, với việc Yamato bị đánh chìm, Hải quân Nhật cũng chìm theo. Ngoài ra, chữ "Yamato" thường được sử dụng như một tên thơ ca của Nhật Bản. Do đó, sự kết liễu chiếc thiết giáp hạm Yamato cũng là một ẩn dụ cho sự kết thúc của Đế quốc Nhật Bản.